# Lontano da Isaiah
Lontano da Isaiah (Losing Isaiah) è un film del 1995 diretto da Stephen Gyllenhaal, basato sul romanzo omonimo di Seth Margolis.

## Trama
Un bambino afro-americano viene abbandonato dalla madre tossicodipendente. Viene adottato da un'assistente sociale. Diversi anni dopo la madre scopre che il bambino non è morto come credeva, e va in tribunale per riaverlo.
Film drammatico del 1995 basato su una lotta compiuta da 2 madri per ottenere un unico figlio.
Stiamo parlando di una madre che abbandonò il suo bambino appena nato in mezzo alla spazzatura perché dominata dalla droga e dall'alcol, e di sua madre adottiva che lo trovò, e con amore e grande impegno, gli diede una seconda possibilità di vita, strappandolo dalla vita di strada.
Tutto sembra andare per il verso giusto, il piccolo Isaiah cresce felice all'interno di una famiglia benestante di bianchi e non sembra accorgersi della differenza tra il colore della sua pelle e quello delle persone che lo circondano, tanto che nel momento in cui sua sorella Annah gli chiede: “Non ti sembrano così diverse le nostre mani?”, Isaiah risponde: “È ovvio! La mia è più piccola della tua!”.
Il piccolo ha solo 3 anni e le uniche persone dalle quali ha ricevuto amore (i suoi genitori adottivi e sua sorella maggiore), da un momento all'altro, si troveranno nel bel mezzo di un processo giudiziario che strapperà loro il piccolo Isaiah. La madre naturale, infatti, convinta che il suo bambino non fosse sopravvissuto, quando viene a sapere della sua adozione e del fatto che sia ancora vivo, pensa soltanto a volersi riprendere con la forza ciò che secondo lei le appartiene per dato di fatto: il colore della pelle del bambino è lo stesso della sua, non dei suoi genitori adottivi.
Il processo sembra voler sottolineare sempre questo aspetto di differenza culturale tra le due famiglie senza tener conto dell'amore che il bambino ha ricevuto in questi 3 anni e del male che può subire da tutto ciò.
Ma fortunatamente, col passare del tempo, le cose torneranno per il verso giusto.